# Сотир Янев
Сотир Янев Дробачки е български политик. Народен представител в XXII, XXIII и XXV обикновено народно събрание на България.

## Биография

### Семейство и образование
Сотир Янев е роден на 28 октомври 1891 година в село Стоб, Дупнишко. Семейството му се занимава със земеделие и скотовъдство и има петима сина: Сотир (най-големия), Давидко, Никола, Иван и Асен. Давидко Янев става един от най-успешните кметове на Дупница, убит без съд и присъда след завземането на властта от комунистите.
Учи в основното училище в селото, след това завършва средното педагогическо училище в Кюстендил (1904 – 1909). Тогава се проявява интересът му към македонското национално-освободително движение.
Една година работи като учител в дупнишкото село Проминово. Записва се да следва право в Софийския университет, но поради войните неколкократно прекъсва следването си. Завършва висшето си образование след участието си във войните – Юридическия факултет на Софийския университет (1924). Специализира право в Швейцария и социални науки и публицистика в Берлин (Германия) през 1925 година.

### Революционна и военна дейност
Четник е в четата на Яне Сандански (1911 – 1912) и завежда архива на четата. В този период на участие в македонските борби пише статии, разкази и фейлетони и публикува с псевдоним С. Я. Хесенцев.
По време на Балканската и Междусъюзническата война (1912 – 1913) и през Първата световна война (1915 – 1918) Сотир Янев служи като офицер с чин поручик в армията. През Първата световна война е взводен командир и адютант на 54-ти пехотен полк. Като адютант за изготвените от него документи ползва псевдонима Бобошевски. Награден е с Кръст за храброст – ІІ степен (1917), орден „За храброст“ IV степен и германски Железен кръст.

### Политическа и професионална дейност
Член е на Българската работническа социалдемократическа партия (ш.с.). Избиран е неколкократно за народен представител, първия път в 1922 година в XXII народно събрание (1927 – 1931), а след това и във XXIII народно събрание (1931 – 1935).
След забраната на политическите партии след Деветнадесетомайския преврат през 1934 година поддържа контактите си с близки до социалдемократите организации и известно време оглавява Съюза на тютюневите кооперации.
През 1940 година Янев е избран за депутат в XXV народно събрание. Председател е на комисията за контрол на Министерството на правосъдието, а по-късно оглавява и парламентарната комисия по външните работи.

#### Защита на евреите
Сотир Янев следва прогерманския курс на правителството на Богдан Филов, но рязко се противопоставя на гоненията на евреите. В Народното събрания настоява за ограничаване на пълномощията на Комисарството по еврейските въпроси (КЕВ) и парламентарен контрол върху дейността на КЕВ и Александър Белев.
През март 1943 г. участва във важна и напрегната среща между вътрешния министър Габровски и няколко народни представители, в резултат на която е отправено разпореждане за отмяна депортацията на кюстендилските евреи, подготвена предните дни и прекратена в началния етап на практическа реализация.
Богдан Филов, по повод на дебат в Народното събрание, отбелязва рязката критика на Сотир Янев против правителствената политика към евреите. Съюзът на Българските национални легиони в изложение-позив го сочи като „еврействащ покровител“. Васил Митаков пише в дневника си: „Сотир Янев беше един от приятелите на евреите“. След убийството на Сотир Янев в документите по дознанието са открити писма на благодарност за подкрепата на депутата за населението от еврейски произход.

#### Защита на комунисти
През периода 1939 – 1941 година той е за политика на сближаване със СССР, дори издава сборника със статии „За Съветска Русия“. Постепенно обаче, след като по заповед от Москва българските комунисти започват въоръжена борба, той заема антисъветски и антикомунистически позиции.
Сотир Янев е адвокат на комунисти, подсъдими по дела по ЗЗД. Един от тях е Младен Исаев, подсъдим в процеса срещу ЦК на БРП, когото успява не само да спаси от смърт, но да постигне и оправдателна присъда. Неведнъж се застъпва пред властите за преследвани и интернирани конспиратори.
Тъй като е много добър оратор и публицист, а заклеймява комунизма във въздействащите си речи и статии, той си навлича гнева на Българската комунистическа партия  и през 1943 година е „осъден на смърт“ от Задграничното бюро на ЦК на БКП в Москва. Особено активен за това да бъде включен в списъка за ликвидиране от терористичните групи на партията е висшият функционер Станке Димитров, с когото още през 20-те години водят разгорещени политически борби в Дупница и Дупнишко, както и Цола Драгойчева.

#### Убийство
На 15 април 1943 година Сотир Янев е застрелян пред входа на адвокатската си кантора на улица „Цар Калоян“ №1 в София от комунистическите терористи Никола Драганов – Гуджо и Йордан Петров (охраняващ Драганов). Погребан в София, на опелото присъства голяма част от политическия и военен елит.

### След Деветосептемврийския преврат
След Деветосептемврийския преврат от 1944 година е съден посмъртно от тъй наречения „Народен съд“. Осъден е на пълна конфискация на имуществото и 2400 лева разноски по делото. Така се узаконява неговото убийство, а в следващите десетилетията, за да оправдае това, комунистическата историография представя Сотир Янев като последователен нацист.
След падането на комунистическия режим Върховният съд отменя присъдата по реда на надзора (1996).

### Архив
Личният му архив се съхранява във фонд 2134К в Централен държавен архив. Той се състои от 108 архивни единици от периода 1908 – 1950 г.